# Critters
Série Critters
Critters 2
(1988)
Pour plus de détails, voir Fiche technique et Distribution.
Critters est un film américain réalisé par Stephen Herek, sorti en 1986.
Il s'agit du premier volet d'une série de cinq films : Critters (série de films)

## Synopsis
Les Critters sont de rondouillardes créatures poilues dont l'appétit semble ne connaître aucune limite. Leur gueule démesurée est garnie de dents pointues. Ces horribles créatures venues de l'Espace se sont échappées de leur geôle intersidérale où elles étaient retenues prisonnières. Elles s'écrasent à bord de leur vaisseau dans une bourgade du Kansas dans l'Amérique profonde, Grover's Bend, non loin de la ferme de la famille Brown. Deux chasseurs de primes extraterrestres débarquent à leur tour dans la paisible petite ville, avec pour mission d'éradiquer les Critters. 
Le script s'inspire de la rencontre de Kelly-Hopkinsville, évènement pendant lequel une famille de fermiers a affirmé avoir été agressée par des extraterrestres en 1955.

## Fiche technique
- Titre : Critters
- Réalisation : Stephen Herek
- Scénario : Stephen Herek et Domonic Muir
- Production : Rupert Harvey et Barry Opper (de)
- Sociétés de production :  États-Unis New Line Cinema, Smart Egg Pictures  France Metropolitan Filmexport (distribution vidéo)
- Budget : 2 millions de dollars (1,5 million d'euros)
- Musique : David Newman
- Photographie : Tim Suhrstedt (en)
- Montage : Larry Bock
- Décors : Gregg Fonseca
- Pays d'origine : États-Unis
- Format : Couleurs - 1,85:1 - Mono - 35 mm
- Genre : Comédie horrifique et science-fiction
- Durée : 82 minutes
- Dates de sortie :
  -  États-Unis : 11 avril 1986
  -  France : 10 septembre 1986

## Distribution
- Dee Wallace : Helen Brown
- M. Emmet Walsh : Harv
- Billy Green Bush : Jay Brown
- Scott Grimes : Brad Brown
- Nadine Van Der Velde (en) : April Brown
- Don Keith Opper (en) : Charlie McFadden
- Billy Zane : Steve Elliot
- Ethan Phillips : Jeff Barnes
- Terrence Mann : Johnny Steele / Ug
- Jeremy Lawrence : le pasteur
- Lin Shaye : Sally
- Michael Lee Gogin : Warden Zanti
- Art Frankel : Ed
- Douglas Koth : le joueur de bowling
- Montrose Hagins (en) : l'organiste
- Roger Hampton : Jake

## Autour du film
- Le tournage s'est déroulé du 17 février au 11 avril 1985.
- Dans le film, on découvre Billy Zane dans l'un de ses premiers rôles au cinéma. Il joue Steve, le petit ami d'April. Il sera, quelques années plus tard, le méchant du Titanic de James Cameron. Il est d'ailleurs à noter qu'une des suites de ce film, Critters 3, comptera parmi ses acteurs un autre débutant, Leonardo DiCaprio, dont c'est la toute première apparition cinématographique.
- Le rôle du jeune héros, Brad Brown, est tenu par Scott Grimes, dont c'est là une des toutes premières apparitions au cinéma. Plus tard, Grimes se fera surtout connaitre en tenant des rôles récurrents dans les séries télévisées Urgences et La Vie à Cinq.
- La matriarche des Brown est elle incarnée par Dee Wallace, rendue célèbre grâce à un autre film où elle jouait également une mère de famille confrontée à l'arrivée d'un extra-terrestre chez elle, à savoir E.T. de Steven Spielberg. D'ailleurs, un clin d'œil est ici adressé au film de Spielberg, lorsqu'un des Critters se retrouve face à une peluche représentant le gentil extra-terrestre.

## Bande originale
- Power of the Night, interprété par Terrence Mann
- Leather, interprété par White Chicks
- Still You Turn Me On, interprété par The Mix

## Distinctions
- Nomination au prix du meilleur jeune acteur pour Scott Grimes, par l'Académie des films de science-fiction, fantastique et horreur en 1987.
- Nomination au prix du meilleur jeune acteur pour Scott Grimes, lors des Young Artist Awards en 1987.
- Nomination au prix du meilleur film, lors du festival Fantasporto en 1988.